# Chiesa di Santa Maria Egiziaca a Forcella

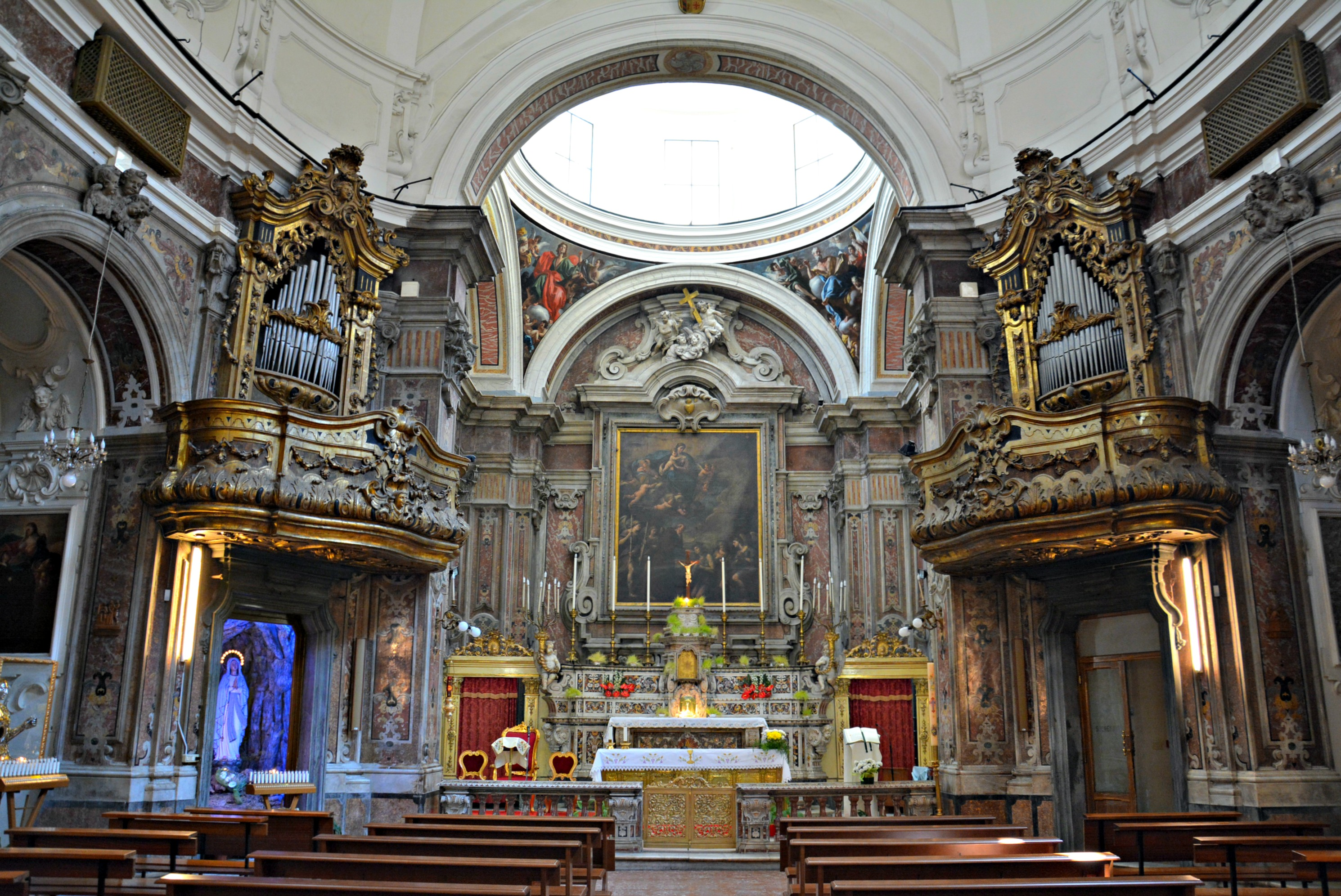
L'interno

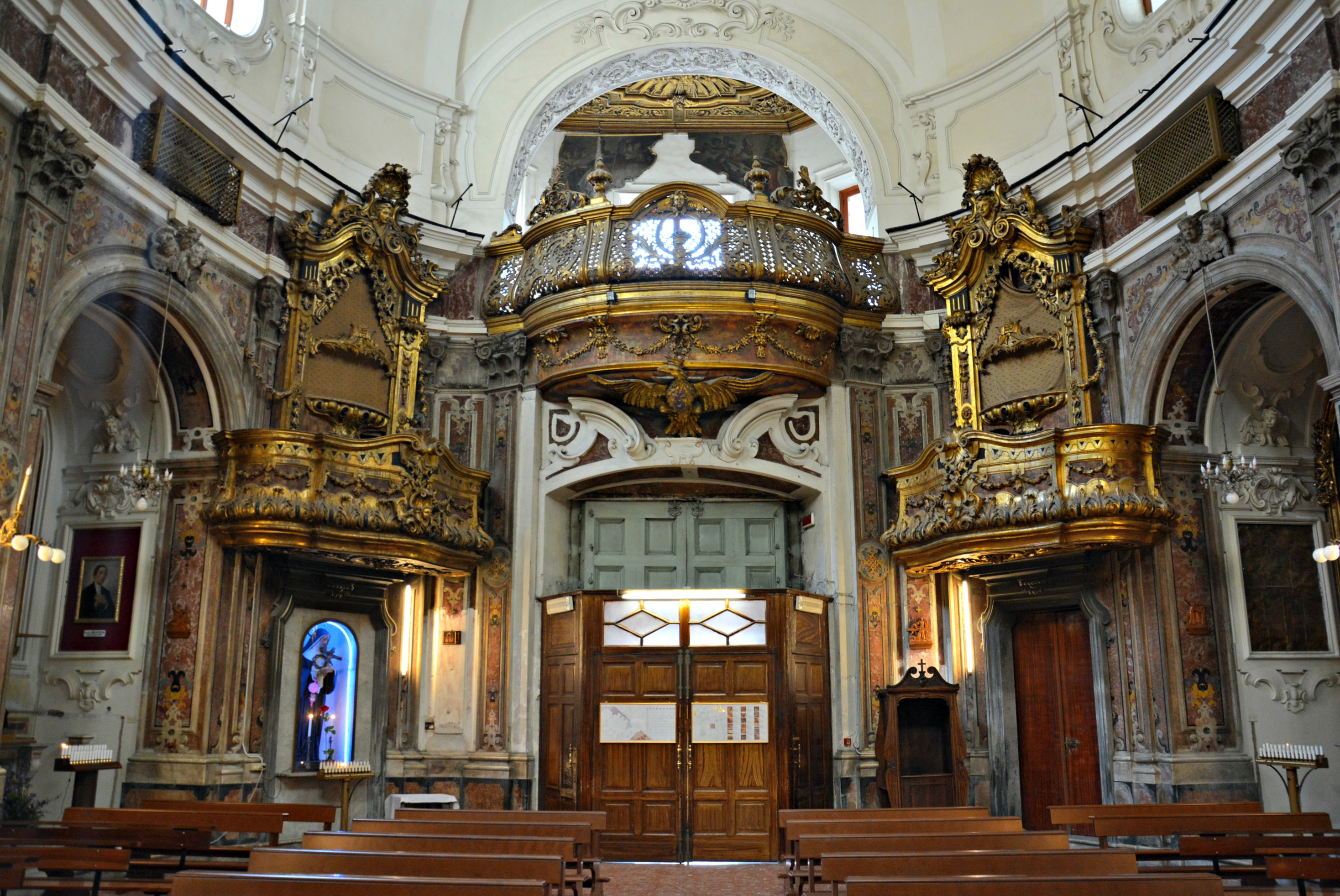
L'interno verso la controfacciata

La chiesa di Santa Maria Egiziaca a Forcella (o chiesa di Santa Maria Egiziaca all'Olmo) è una delle chiese monumentali di Napoli; è situata a ridosso del popolare quartiere di Forcella, affacciata sul Rettifilo (corso Umberto I) ed è considerata, per omogeneità di stile, uno degli esempi meglio riusciti dell'architettura barocca napoletana.

## Storia
L'edificio con annesso monastero fu fondato nel 1342 grazie al volere della regina Sancha d'Aragona, che volle una struttura che accogliesse le prostitute pentite; fu sottoposto ad un importante rifacimento tra i secoli XVI e XVII, prima con un intervento di Gabriele d'Agnolo e successivamente per opera di Dionisio Lazzari (1684).
I rifacimenti conferirono alla chiesa un impianto barocco, con pianta ellittica.
Prima del Risanamento di Napoli la chiesa affacciava sulla piazza dell'Olmo (di qui la dicitura all'Olmo); i lavori per aprire il corso Umberto tuttavia non prevedevano l'intaccamento della chiesa, la quale conservò l'antico ingresso e ottenne solo una facciata laterale, parallela alla nuova strada, in stile eclettico. Nella prima metà del XX secolo nel monastero fu installato un ospedale, che in seguito assumerà il nome del cardinale Alessio Ascalesi.

## Descrizione
L'interno è rivestito di marmi commessi policromi disegnati dall'artista settecentesco Nicola Tagliacozzi Canale; i quattro organi e il piccolo coro presentano una decorazione ornamentale ad intagli dorati.
Ai lati dei finestroni del presbiterio e ai piedi della cupola, trovano posto alcune tele di Paolo De Maio, mentre nella terza cappella a destra vi sono collocate due tele di Francesco Solimena (Madonna e i Santi Angelo e Chiara di Montefalco e San Gaetano e San Francesco).
L'altare maggiore (1713) è opera di Gennaro Ragozzino e presenta una tela di Andrea Vaccaro, datata 1668, dal titolo La comunione di Santa Maria Egiziaca. Ai lati dell'altare sono collocate La Conversione e La fuga della Santa nel Deserto, entrambi dipinti di Luca Giordano.
Tra le altre opere presenti in chiesa vanno ricordate la Sant'Anna e la Vergine Bambina di Luca Giordano, la Madonna con i santi Agostino e Monica e la Madonna del Carmelo con i santi Bruno e Chiara da Montefalco del Solimena, la Trinità con la Vergine di Paolo De Matteis (a cui apparteneva anche un’Elemosina di San Tommaso da Villanova trafugata negli anni '90 e non ancora ritrovata), la Madonna del Rosario di Fabrizio Santafede e il Miracolo di San Nicola di Giacomo Farelli.
A Napoli è presente un'altra chiesa intitolata a santa Maria Egiziaca: si erge infatti sulla collina di Pizzofalcone da cui prende il nome (chiesa di Santa Maria Egiziaca a Pizzofalcone).